# Hortência Marcari
Hortência Marcari (née Hortência Maria de Fátima Marcari le 23 septembre 1959, Potirendaba à São Paulo) est une joueuse brésilienne de basket-ball.
Connue sous le nom de Hortência, et surnommée the Queen, elle est l’une des plus grandes joueuses, avec Janeth Arcain, de l'histoire du basket-ball brésilien.

## Biographie
Évoluant principalement au Brésil, malgré des passages au Pérou, à Singapour, en Malaisie, en Bulgarie et Corée du Sud, c'est surtout avec sa sélection nationale qu'elle se fait connaître. Elle participe à cinq mondiaux avec en point d'orgue, pour sa dernière participation, le titre de championne du monde lors du Championnat du monde 1994 en Australie. Elle termine sa carrière internationale après les Jeux olympiques de 1996 à Atlanta où la sélection brésilienne obtient la médaille d'argent.
En 2002, elle a été élue au Hall of Fame.
Son fils João Oliva est un cavalier de dressage ayant participé aux Jeux olympiques d'été de 2016 à Rio de Janeiro.

## Club
- São Caetano Esporte Clube, São Paulo
- Associação Prudentina de Esportes, São Paulo
- Clube Atlético Minercal, São Paulo
- Clube Atlético Constecca/Sedox, São Paulo
- Associação Atlética Ponte Preta, São Paulo
- ADC Seara, São Paulo

## Palmarès

### Club
- Championnat pauliste 1982, 1983, 1987, 1988, 1989, 1990, 1991, 1992, 1993
- Championne 1984, 1987, 1989, 1991, 1992, 1994, 1995
- Championne sud-américaine des clubs 1983, 1984, 1993 et 1996
- Championne du monde des clubs 1991, 1993 et 1994
- championne panaméricaine des clubs 1994 et 1995

### Sélection nationale
- Jeux olympiques d'été
  -  Médaille d'argent des Jeux olympiques de 1996 à Atlanta
  - 7e des Jeux olympiques de 1992 à Barcelone
- Championnat du monde de basket-ball féminin
  -  Médaille d'or du Championnat du monde 1994 en Australie
  - 10e du Championnat du monde 1990 en Malaisie
  - 11e du Championnat du monde 1986 en Union soviétique
  - 5e du Championnat du monde 1983 au Brésil
  - 9e du Championnat du monde 1979 au Brésil
- Championnats des Amériques
  -  Médaille d'argent en 1989 au Brésil
  -  Médaille d'argent en 1993 au Brésil
- Jeux Panaméricains
  -  Médaille d'or aux Jeux Panaméricains 1991 à Cuba
  -  Médaille d'argent aux Jeux Panaméricains 1987 à Indianapolis
  -  Médaille de bronze aux Jeux Panaméricains 1983 au Venezuela
- Championnat d'Amérique du Sud
  -  Médaille d'or du Championnat d'Amérique du Sud 1989
  -  Médaille d'or du Championnat d'Amérique du Sud 1986
  -  Médaille d'or du Championnat d'Amérique du Sud 1981
  -  Médaille d'or du Championnat d'Amérique du Sud 1978

### Distinctions personnelles
- élue au Basketball Hall of Fame en 2002